# Elaeocarpus auricomus
Elaeocarpus auricomus är en tvåhjärtbladig växtart som beskrevs av Cheng Yih Wu. Elaeocarpus auricomus ingår i släktet Elaeocarpus och familjen Elaeocarpaceae. Inga underarter finns listade i Catalogue of Life.